# L'Église de Noisy-le-Roi, effet d'automne
L'Église de Noisy-le-Roi, effet d'automne appelé aussi Le Clocher de Noisy-le-Roi- Effet d'Automne est un tableau impressionniste d'Alfred Sisley peint en 1874 à Noisy-le-Roi actuellement dans la Collection Burrell à Glasgow en Écosse. Sa reproduction grandeur réelle près de l'endroit de sa création sur un parcours du Pays des Impressionnistes est exposé sur la terrasse Sisley à l'entrée de la ville.

## Contexte
Noisy-le-Roi est situé entre Versailles et Saint-Germain-en-Laye, au sud-ouest de Louveciennes et de Marly-le-Roi, en lisière de la forêt de Marly. Sisley réalisa ce tableau à l'automne 1874, au retour de son séjour de juillet à octobre en Angleterre où il s'est rendu grâce au mécénat de Jean-Baptiste Faure. Il habite Louveciennes depuis 1872 et va s'installer à Marly-le-Roi durant l'hiver 1874.

## Description
La composition du tableau bannit toute représentation pittoresque. Le premier plan comprend des prés, une vache, une exubérante végétation et des silhouettes paysannes. La composition de la toile rappelle celles de ses deux Allée de châtaigniers à La Celle-Saint-Cloud et Vue de Montmartre, depuis la Cité des Fleurs aux Batignolles, selon un procédé que le peintre utilisa pour ses vues panoramiques, y compris à Moret-sur-Loing.
Le sujet est une église, sujet rare chez les impressionnistes, et son beffroi, situé à mi-distance sur la toile, et que l’œil ne peut atteindre que difficilement, arrêté par deux barrières, un plan d'arbre, parallèles au tableau, et les ombres grises d'arbres à l'extérieur droit de la toile.
Sisley fait glisser le paysage vers le bord de l'œuvre, et du beffroi son pivot.
Décrivant un tableau figurant Noisy, Théodore Duret écrit en 1878 : « j’y découvre justement ce ton lilas qui, à lui seul a la puissance d’indigner le public au moins autant que toutes les autres monstruosités réunies qu’on attribue aux Impressionnistes. Le ciel couvert laisse tomber une lumière tamisée, qui teint les objets d’un ton général gris-lilas-violet. Les ombres sont transparentes et légères. »

## Analyse
La toile montre combien en choisissant de s'installer dans la région de Louveciennes et Marly-le-Roi le peintre souhaitait s'éloigner de la vie moderne et renonçant à des sujets urbains, de l'animation parisienne et ses loisirs.
Pour Richard Shone, ce tableau fait partie des plus remarquables paysages impressionnistes peints par Sisley dans les années 1870.

## Reproduction sur un parcours du Pays des Impressionnistes

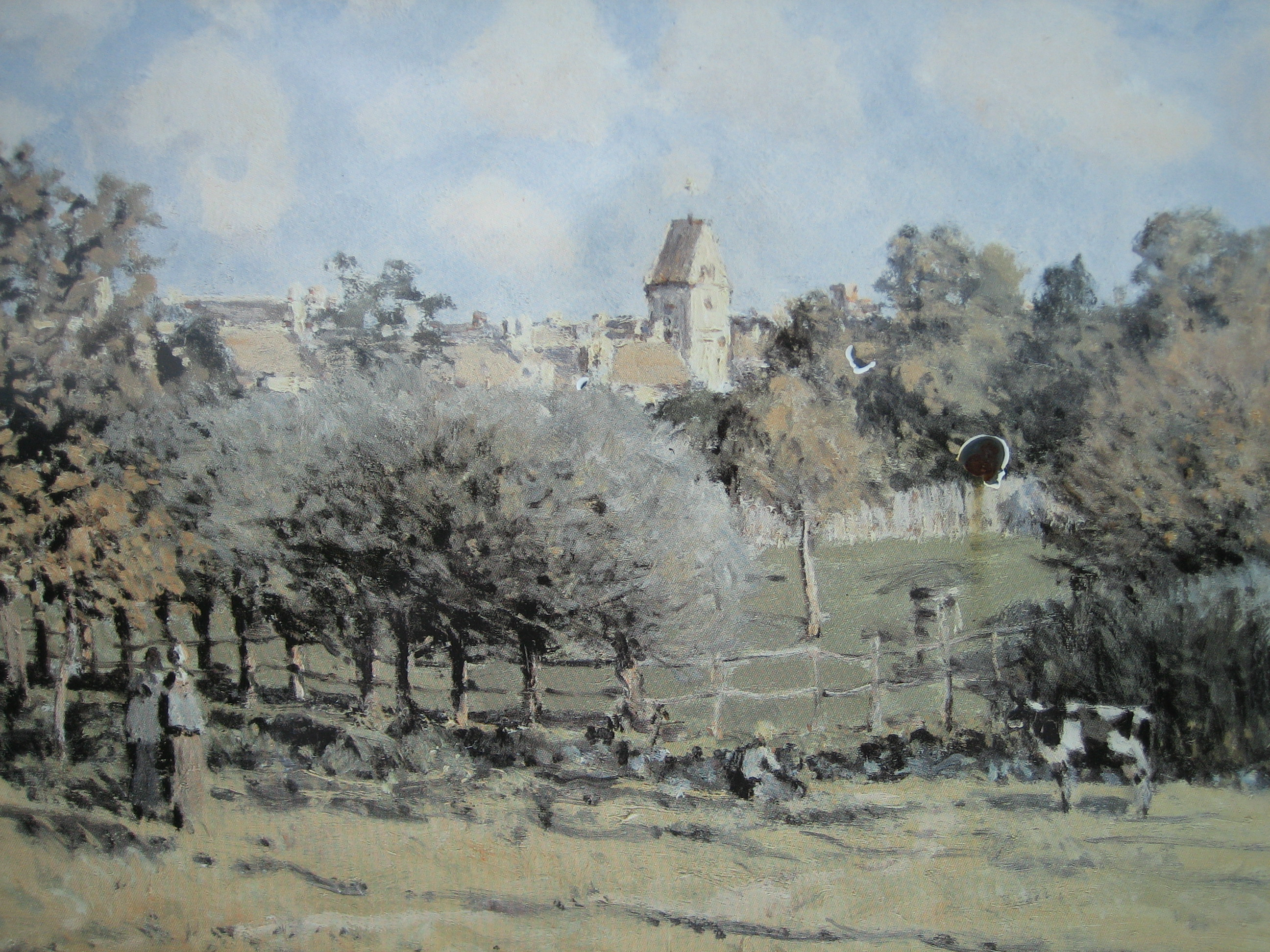
Reproduction du tableau d'Alfred Sisley.

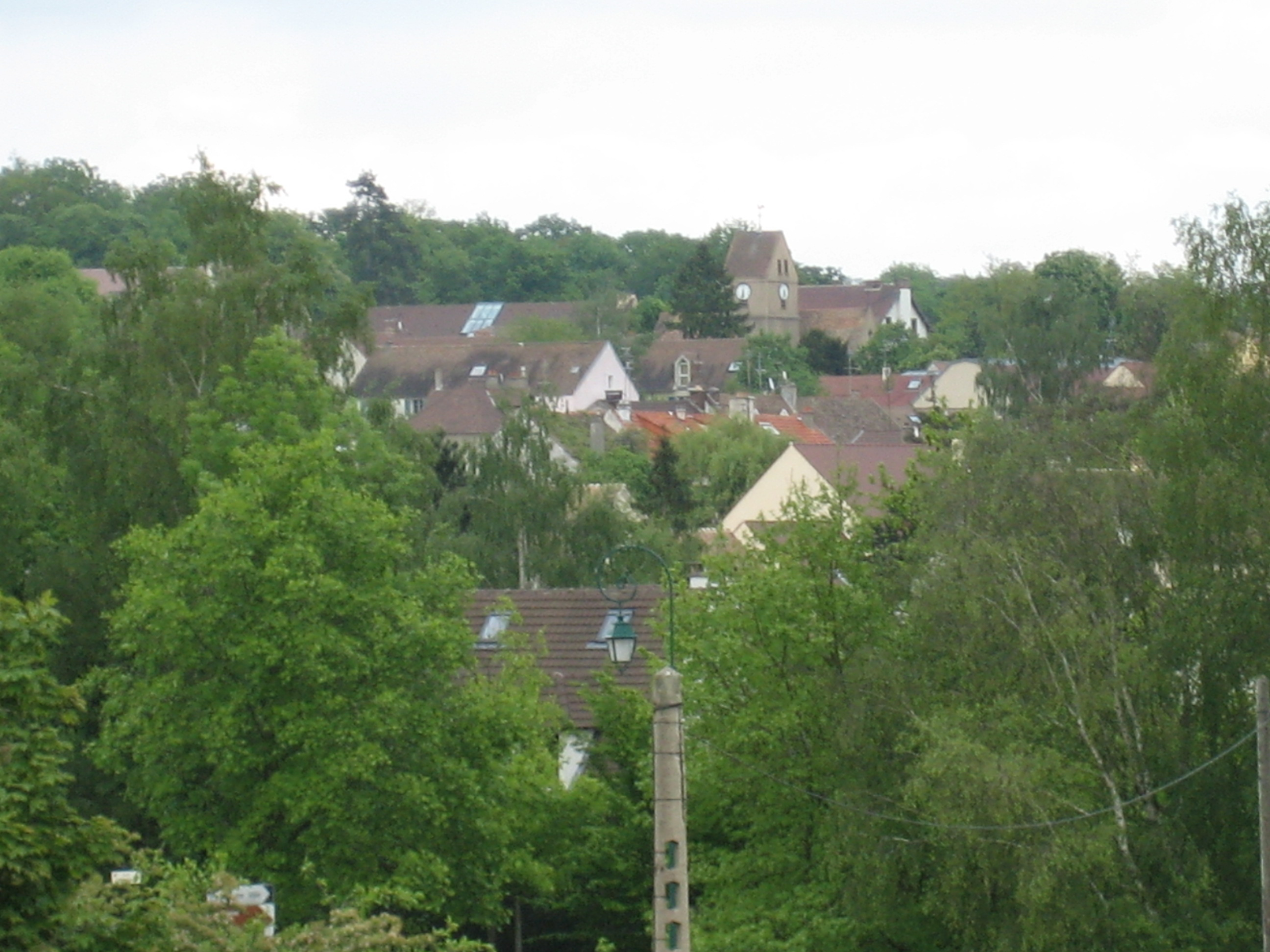
Vue de l'église Saint-Lubin de Noisy-le-Roi, qui a servi de modèle à Alfred Sisley.

Une reproduction du tableau grandeur réelle est exposée depuis les années 1990 près de l'endroit de sa création, le long d'un parcours du Pays des Impressionnistes où sont exposés, à l'endroit même où les peintres posèrent leur chevalet, les reproductions - sur plaques émaillées - des tableaux réalisés par les plus célèbres des impressionnistes. À Noisy-le-Roi, Alfred Sisley avait planté son chevalet sur un petit promontoire d'où il avait vue sur le clocher de l'église Saint-Lubin. La reproduction du tableau se trouve sur une butte - la terrasse Sisley - à l'entrée de la ville, le long de la RD 307 à proximité d'une table d'orientation. La plaine de Versailles, bien préservée invite à s'y promener.
Malgré l'urbanisation actuelle, le paysage de Noisy-le-Roi représenté par Sisley il y a 150 ans, est encore reconnaissable de nos jours.

## Provenance[1]
- Vente Morisot, Monet, Renoir et Sisley, Hôtel Drouot, Paris, 24 mars 1875, sous le titre Matinée d'automne[8]
- Paul Durand-Ruel. Refusé au Salon de 1876[9].
- A. Dachery (d) , Paris ; vente Dachery, Hôtel Drouot, Paris, 30 mai 1899 (n° 48, sous le titre Le Clocher de Noisy-le-Roi[9]), 8 500 francs[10].
- acheté par le baron Henri de Rothschild[11], Paris
- Acheté en 1929 par sir William Burrell[12], Lanark
- Don à la ville de Glasgow, Écosse, en 1944 [13]
- Collection Burrell.